# Nothocorticium patagonicum
Nothocorticium patagonicum — вид грибів, що належить до монотипового роду  Nothocorticium, який був знайдений в Аргентині. 